# Sora Iro no Tane
Sora Iro no Tane (そらいろのたね?  lit. La semilla color del cielo or La semilla azul) es un libro ilustrado para niños japoneses de 1964 de Rieko Nakagawa e ilustrado por Yuriko Ōmura. Fue serializado por Fukuin Kanshoten en su revista Kodomo no Tomo (こどものとも?) en 1964, y luego publicada como libro en 1967. Desde su publicación en la revista, ha estado en publicación continua y había vendido más de 1,7 millones de copias en Japón en 2010.

## Trama
Un día, un niño llamado Yuuji estaba jugando con su modelo de avión favorito cuando un zorro le pidió que cambiara el avión por la "semilla azul" preciada del zorro. Yuuji plantó la semilla en su jardín y la regó. A la mañana siguiente, se había convertido en una pequeña casa azul como un juguete. Yuuji coreó: "¡Crece más grande!" sin dejar de cuidarlo. En poco tiempo, se había hecho más grande y una pequeña chica comenzó a vivir en ella, diciendo: "¡Esta es mi casa!" 
La casa continuó creciendo más y más. Un gato y un cerdo también se establecieron allí. Todos los amigos de Yuuji vinieron y lo pasaron muy bien en la casa. Pronto, todo tipo de animales del bosque y niños del vecindario llegaron a la casa a medida que crecía más y más. Cuando la casa se hizo realmente grande, el zorro vino y se sorprendió de lo grande que había crecido. Le dijo a Yuuji que le gustaría devolver el modelo de avión y recuperar la casa. Entonces, todos los animales y niños en la casa se fueron. 
El zorro entró solo en la casa y cerró rápidamente todas las puertas y ventanas. Yuuji dijo: "¡Oh, no! ¡El sol se estrellará contra la casa! " El sol hizo exactamente eso, haciendo que la casa se derrumbara y desapareciera. Después de eso, el zorro colapsó desmayado donde se había plantado la semilla. 

## Publicación
Sora Iro no Tane se publicó originalmente en la revista Kodomo no Tomo (こどものとも?)  en 1964 por Fukuin Kanshoten. La historia fue publicada en tapa dura por Fukuin Kanshoten en 1967, y ha estado en publicación continua desde entonces. A partir de 2010, el libro había vendido más de 1,7 millones de copias en Japón.

## Recepción
La Biblioteca Infantil de Tokio declaró que "este libro ilustrado será disfrutado por los niños que sueñan despiertos".  

## Adaptación a la televisión
Como parte del 40 aniversario de Nippon Television, Studio Ghibli creó tres episodios cortos de 30 segundos basados en Sora Iro no Tane. Los episodios fueron dirigidos por Hayao Miyazaki, con música creada por Shigeru Nagata. Los tres episodios se emitieron el 23 de diciembre de 1992. 
Además de la transmisión televisiva, las películas se proyectaron junto con proyecciones de la película televisiva de Studio Ghibli Puedo escuchar el mar en The Seventh Art Theatre en Osaka del 9 al 22 de octubre de 1993, en el Foro Yamagata en Yamagata del 13 al 26 de noviembre, y en el Nakano Musashino Hall en Tokio del 25 de diciembre de 1993 al 14 de enero de 1994. 
Estos episodios fueron recopilados y lanzados como parte del Everything Ghibli Special: Short Short (ジブリがいっぱいSpecial ショートショート Jiburi ga Ippai Supesharu Shōto Shōto?)  DVD en noviembre de 2005.

### Lista de personal clave
La filmación se realizó en Studio Cosmos. El siguiente personal clave estuvo involucrado en la producción: 
- Productores: Yasuyoshi Tokuma, Yoshio Sasaki
- Director: Hayao Miyazaki
- Guiones gráficos, Director de animación: Yoshifumi Kondō
- Música: Shigeru Nagata
- Animación clave: Yoshiharu Satō, Sachiko Sugino
- Diseñador de color: Michiyo Yasuda
- Director de fotografía: Hisao Shirai

### Recepción del anime
Stig Høgset, de THEM Anime Reviews, calificó la animación como "suave" con un "estilo artístico simple", "como algo que encontraría en un libro para niños".